# Tyler (Texas)
Tyler es una ciudad ubicada en el condado de Smith en el estado estadounidense de Texas. En el Censo de 2010 tenía una población de 96900 habitantes y una densidad poblacional de 687,92 personas por km².
Es la sede de la diócesis católica de Tyler, creada en 1986.

## Geografía
Tyler se encuentra ubicada en las coordenadas 32°18′54″N 95°18′17″O / 32.31500, -95.30472. Según la Oficina del Censo de los Estados Unidos, Tyler tiene una superficie total de 140.86 km², de la cual 139.49 km² corresponden a tierra firme y (0.97%) 1.37 km² es agua.

## Demografía
Según el censo de 2010, había 96900 personas residiendo en Tyler. La densidad de población era de 687,92 hab./km². De los 96900 habitantes, Tyler estaba compuesto por el 60.51% blancos, el 24.75% eran afroamericanos, el 0.51% eran amerindios, el 1.9% eran asiáticos, el 0.03% eran isleños del Pacífico, el 10.26% eran de otras razas y el 2.04% pertenecían a dos o más razas. Del total de la población el 21.17% eran hispanos o latinos de cualquier raza.

## Educación
El Distrito Escolar Independiente de Tyler gestiona escuelas públicas.